# Nippon TV Tokyo Verdy Beleza
La Nippon TV Beleza, meglio conosciuta come NTV Beleza ( (日テレ・ベレーザ?, Nittere Bereza)) o semplicemente Beleza, è una squadra di calcio femminile giapponese con sede Chōfu, quartiere di Tokyo, sezione femminile del club Tokyo Verdy. Nella stagione 2015 ha militato nella Division 1 della Nadeshiko League, il massimo livello del campionato giapponese femminile di calcio.

## Storia
Fondata nel 1981 come sezione femminile del Yomiuri SC, al 2019 grazie ai sedici campionati nazionali e tredici Coppe nazionali di categoria conquistati nella sua storia è tra le più titolate squadre di calcio femminile del Giappone, nonché l'unica che non ha mai subito una retrocessione. Nel 2000, il nome del club venne modificato in Nippon TV Beleza(日テレ・ベレーザ).

## Denominazioni
Nella sua storia la squadra ha cambiato più volte denominazione, indicate qui di seguito:
- Yomiuri S.C. Ladies Beleza : 1981-1991
- Yomiuri Nippon S.C. Ladies Beleza : 1992-1993
- Yomiuri-Seiyu Beleza : 1994-1997
- Yomiuri Beleza : 1998
- NTV Beleza : 1999
- Nippon TV Beleza : 2000-2019
- Nippon TV Tokyo Verdy Beleza :2020-

## Palmarès

### Tornei nazionali
- Campionato giapponese: 17

1990, 1991, 1992, 1993, 2000, 2001, 2002, 2005, 2006, 2007, 2008, 2010, 2015, 2016, 2017, 2018, 2019
- Coppa dell'Imperatrice: 15

1987, 1988, 1993, 1997, 2000, 2004, 2005, 2007, 2008, 2009, 2014, 2017, 2018, 2019, 2020
- Nadeshiko League Cup: 7

1996, 1999, 2007, 2010, 2012, 2016, 2018
- Nadeshiko Super Cup: 2

2005, 2007

### Tornei internazionali
- Campionato femminile di Lega giapponese e sudcoreana: 1

2011
- AFC Women's Club Championship: 1

2019

## Organico
Rosa, ruoli e numeri di maglia aggiornati al 16 giugno 2019
| N. |                     | Ruolo | Calciatrice      |
| -- | ------------------- | ----- | ---------------- |
| 1  | Giappone (bandiera) | P     | Ayaka Yamashita  |
| 2  | Giappone (bandiera) | D     | Risa Shimizu     |
| 3  | Giappone (bandiera) | D     | Tomoko Muramatsu |
| 4  | Giappone (bandiera) | D     | Mayo Doko        |
| 5  | Giappone (bandiera) | C     | Asato Miyagawa   |
| 6  | Giappone (bandiera) | D     | Saori Ariyoshi   |
| 7  | Giappone (bandiera) | C     | Yū Nakasato      |
| 8  | Giappone (bandiera) | C     | Narumi Miura     |
| 9  | Giappone (bandiera) | A     | Mina Tanaka      |
| 10 | Giappone (bandiera) | A     | Yūka Momiki      |
| 11 | Giappone (bandiera) | A     | Rikako Kobayashi |

| N. |                     | Ruolo | Calciatrice          |
| -- | ------------------- | ----- | -------------------- |
| 13 | Giappone (bandiera) | D     | Shino Matsuda        |
| 14 | Giappone (bandiera) | C     | Yui Hasegawa         |
| 15 | Giappone (bandiera) | A     | Hinata Miyazawa      |
| 16 | Giappone (bandiera) | P     | Kiyoka Nishimura     |
| 17 | Giappone (bandiera) | C     | Oto Kanno            |
| 18 | Giappone (bandiera) | A     | Jun Endō             |
| 19 | Giappone (bandiera) | A     | Riko Ueki            |
| 20 | Giappone (bandiera) | C     | Mizuho Sakaguchi     |
| 21 | Giappone (bandiera) | P     | Ayano Kurosawa       |
| 22 | Giappone (bandiera) | D     | Azusa Iwashimizu (c) |
| 23 | Giappone (bandiera) | C     | Ibuki Hara           |